# Pierre Mariotte
Pour les articles homonymes, voir Mariotte.
Pierre Mariotte, né le 12 mars 1909 à Maiche et décédé le 17 février 1993 à Mâcon, est un homme politique français.